# Мітіор (Вісконсин)
Мітіор (англ. Meteor) — місто (англ. town) в США, в окрузі Соєр штату Вісконсин. Населення — 156 осіб (2020).

## Демографія
Згідно з переписом 2010 року, у місті мешкало 158 осіб у 66 домогосподарствах у складі 49 родин. Було 154 помешкання
Расовий склад населення:
| - 96,2 % — білих - 3,2 % — корінних американців |

До двох чи більше рас належало 0,6 %. Частка іспаномовних становила 0,0 % від усіх жителів.
За віковим діапазоном населення розподілялося таким чином: 18,4 % — особи молодші 18 років, 63,9 % — особи у віці 18—64 років, 17,7 % — особи у віці 65 років та старші. Медіана віку мешканця становила 49,1 року. На 100 осіб жіночої статі у місті припадало 116,4 чоловіків;  на 100 жінок у віці від 18 років та старших — 115,0 чоловіків також старших 18 років.
Середній дохід на одне домашнє господарство  становив 52 268 доларів США (медіана — 52 750), а середній дохід на одну сім'ю — 61 074 долари (медіана — 60 500). Медіана доходів становила 42 500 доларів для чоловіків та 50 625 доларів для жінок. За межею бідності перебувало 17,8 % осіб, у тому числі 40,0 % дітей у віці до 18 років та 18,2 % осіб у віці 65 років та старших.
Цивільне працевлаштоване населення становило 61 особа. Основні галузі зайнятості: виробництво — 27,9 %, освіта, охорона здоров'я та соціальна допомога — 24,6 %, будівництво — 13,1 %, фінанси, страхування та нерухомість — 8,2 %.